# Yongdu-dong
Yongdu-dong (en hangeul : 용두동) est un quartier (dong) de Dongdaemun-gu à Séoul en Corée du Sud. 